# سیارک ۱۷۶۳۸
سیارک ۱۷۶۳۸ (به انگلیسی: 17638 Sualan، نامگذاری:1996PB1) هفده هزار و ششصد و سی و هشتمین سیارک کشف شده‌است که در ۱۱ اوت ۱۹۹۶ کشف شد.
قدر مطلق سیارک برابر ۸.۹ است.